# فاليري بوركين
 فاليري فيكتوروفيتش بوركين  ( الروسية : Валерий Викторович Борчин ؛ ولد في 11 سبتمبر 1986 في قرية بافاديمافو بالقرب سارانسك في ما يعرف الآن بجمهورية موردوفيا العداء الروسي في سباق 20 كلم مشيا و حامل الميدالية الذهبية قاطعا المسافة في 1.19.01 ساعة ضمن دورة الألعاب الأولمبية الصيفية 2008 في بكين.
وأصبح بهذا الإنجاز ثاني عداء روسي يحرز ذهبية هذا السباق بعد مواطنه السوفياتي سابقا ليونيد سبيرين الذي توج بطلا لأولمبياد ملبورن عام 1956 , ويحقق بوركين -الذي خضع لعقوبة توقيف لمدة عام بسبب إدانته بتناول منشطات عام 2005- ثالث أفضل رقم عالمي في هذا السباق بتوقيت 1.17.55 ساعة.

## وصلات خارجية
- فاليري بوركين على موقع الاتحاد الدولي لألعاب القوى (الإنجليزية)
- فاليري بوركين على موقع اللجنة الأولمبية الدولية (الإنجليزية)
- فاليري بوركين على موقع أوليمبيديا (الإنجليزية)